# Netherwood Hughes
Netherwood (Ned) Hughes (Great Harwood (Lancashire), 12 juni 1900-(Clayton-le-Moors (Lancashire) 4 april 2009) was op 108-jarige leeftijd een van de 5 laatste Britse Eerste Wereldoorlogsveteranen.

## Biografie
Hij was geboren in Great Harwood, Lancashire. Alle 3 zijn broers zaten bij de Royal Navy, maar door zijn lage leeftijd werd hij zelf pas in 1918 opgeroepen als chauffeur aan het front. Nog voordat hij zijn training voltooid was, had Duitsland zich overgegeven. Vlak nadat hij uit het leger ging werd hij molenaar en daarna buschauffeur. Hij werd desondanks wel gevraagd om naar de herdenkingsceremonie te komen op 11 november 2008 (90 jaar na het einde), maar zijn familie vond dat de trip te veel voor hem zou zijn. Na de oorlog was hij twee keer getrouwd geweest, maar daar zijn geen kinderen uit voortgekomen. Hij stierf in Clayton-le-Moors, Lancashire.